# Geschichte von Aukrug

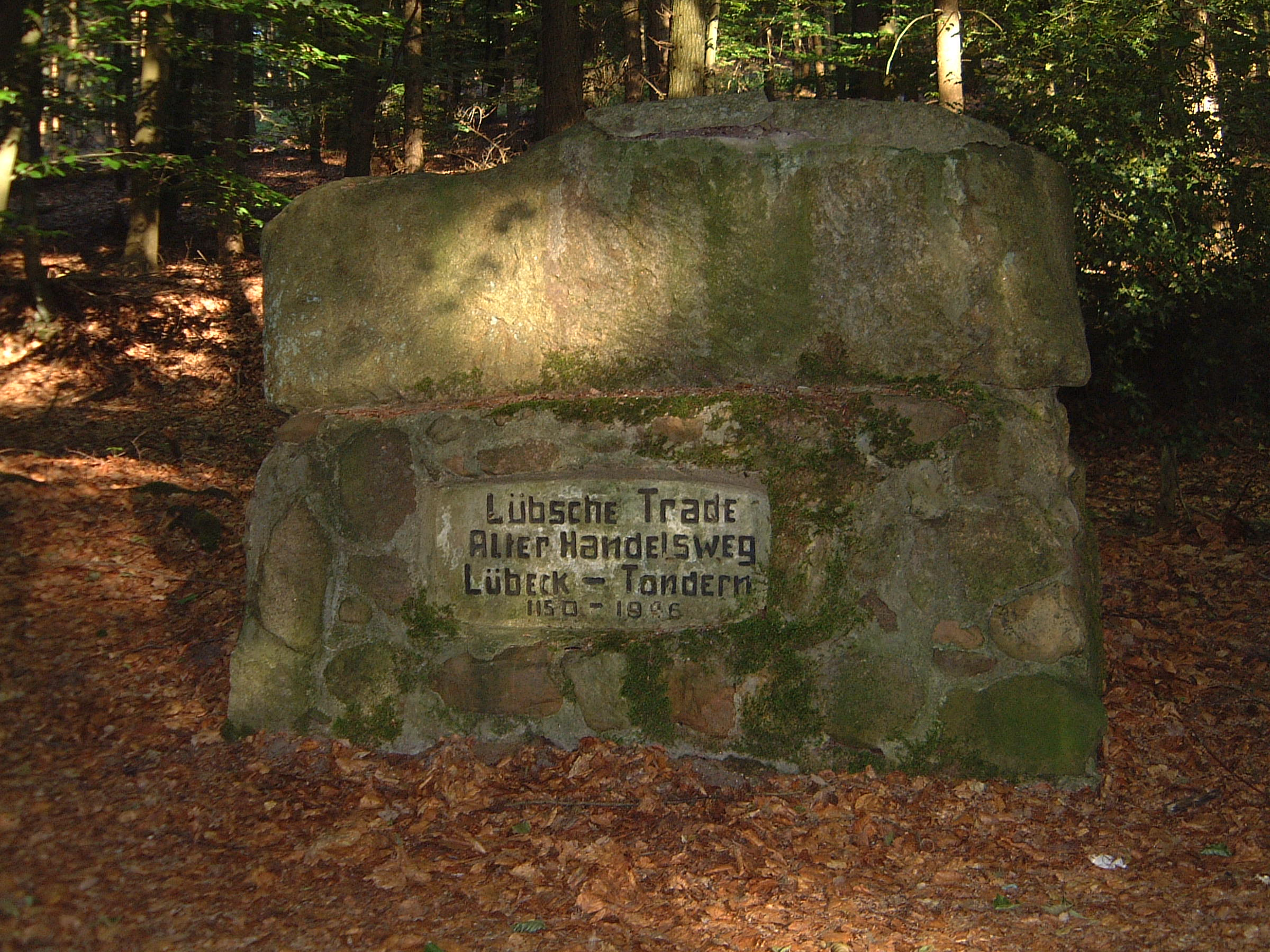
Gedenkstein an der Lübschen Trade in der Nähe von Aukrug-Homfeld

Die Geschichte von Aukrug beschreibt die geschichtliche Entwicklung der Gemeinde Aukrug in Mittelholstein.

## Geschichte
Der heutige Ortsname Aukrug war ursprünglich eine Gebietsbezeichnung und kommt von der plattdeutschen Bezeichnung „in de Aukrögen“ und heißt so viel wie in den Krümmungen der Auen. Die genaue Bezeichnung für die Gegend um die fünf Dörfer Innien, Böken, Bünzen, Bargfeld und Homfeld lautete Nortorfer Aukrug, da es bei Neumünster und Rendsburg ebenfalls einen Aukrug gab. Der Ortsname Aukrug als Gemeindebezeichnung entstand formell, als am 2. Juli 1968 die fünf Gemeinden des damaligen Amtes Innien den Vereinigungsvertrag zur Gründung der Gemeinde Aukrug unterzeichneten, der dann am 31. Dezember 1969 in Kraft trat. Innien, der älteste Ortsteil, wurde bereits 1128 erwähnt. Als Gründer Inniens wird geschichtlich ein „Daso von Ennige“ genannt, welcher um 1100 an der Stelle Inniens ein Kloster errichtet haben soll. Die Bünzer Mühle war damals eine kirchliche Mühle und durfte nur von Bauern des Kirchenlandes genutzt werden. Andere mussten ihr Getreide über die Lübsche Trade zu einer königlichen Mühle nach Springhoe bei Lockstedt bringen.
Die „Geschichte des Aukrugs“ wurde bereits mehrfach im gleichnamigen Buch festgeschrieben. Die erste Ausgabe wurde bereits 1907 beauftragt und erschien 1913; der Autor war Georg Reimer. Die Aukruger Chronik ist damit eine der ältesten gedruckten Dorfchroniken Schleswig-Holsteins. Neuauflagen erschienen 1959 (überarbeitete Neuauflage), 1978 (Ausgabe von 1959 mit Fortsetzung) und 1995 (Ergänzungen und Nachträge).

### Herkunft der Ortsnamen

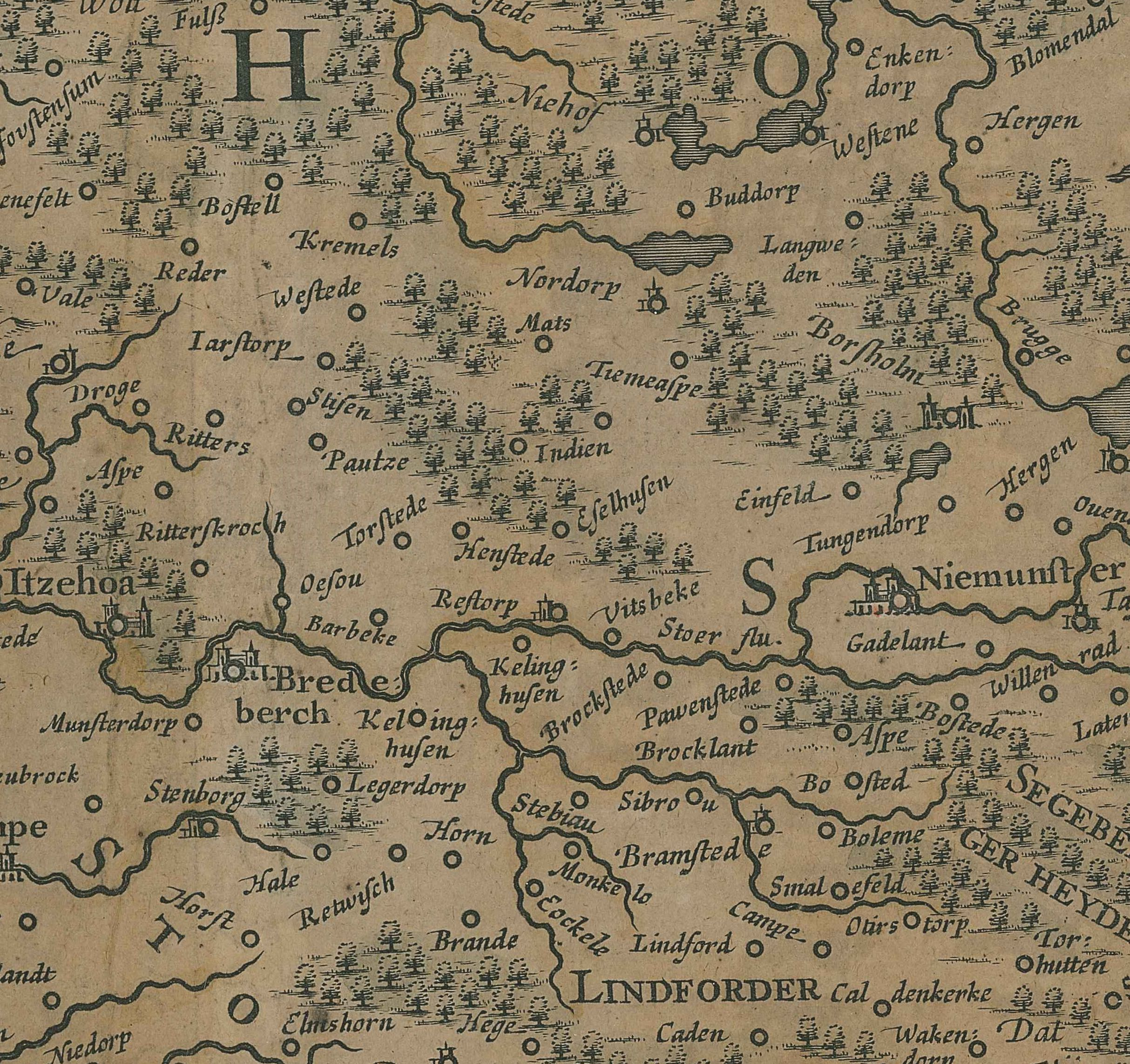
„Indien“ auf der Karte „Ducatus Holsatiae Nova Tabula“ (Holstein), altcolorierter Kupferstich von Willem Blaeu, Amsterdam um 1630

Innien bedeutet Siedlung des Ano, Bünzen (früher Buntzinge) die Siedlung des Buniko, Böken kommt von der Buche, Bargfeld deutet Georg Reimer als bergiges Feld und Homfeld als Feld im Walde.

### Alte Wege und Straßen
Wohl auf Grund der zentralen Lage gingen durch Aukrug mehrere historische Wege und Straßen. Nicht alle Bezeichnungen sind fest definierte Straßenbezeichnungen, sondern ein Geflecht von nebeneinander herlaufenden Wegen, von denen drei den Verlauf durch die Aukrugdörfer nahmen:
- die Lübsche Trade, einem alten Handelsweg von Lübeck nach Dithmarschen
- der Transitweg, als Hauptverbindung von Altona zum Eiderkanal. Ab 1828 war dieser für die Allgemeinheit ohne Wegzoll freigegeben, und große Ochsentriften aus Jütland nutzen die neue kürzere Strecke von Rendsburg nach Hamburg als Alternative zum historischen Ochsenweg.
- Die heutige L121 war Bestandteil der wichtigen Landstraße von Kiel nach Itzehoe und später der Verbindung von Kiel nach Glückstadt.

### Vor- und Frühgeschichte

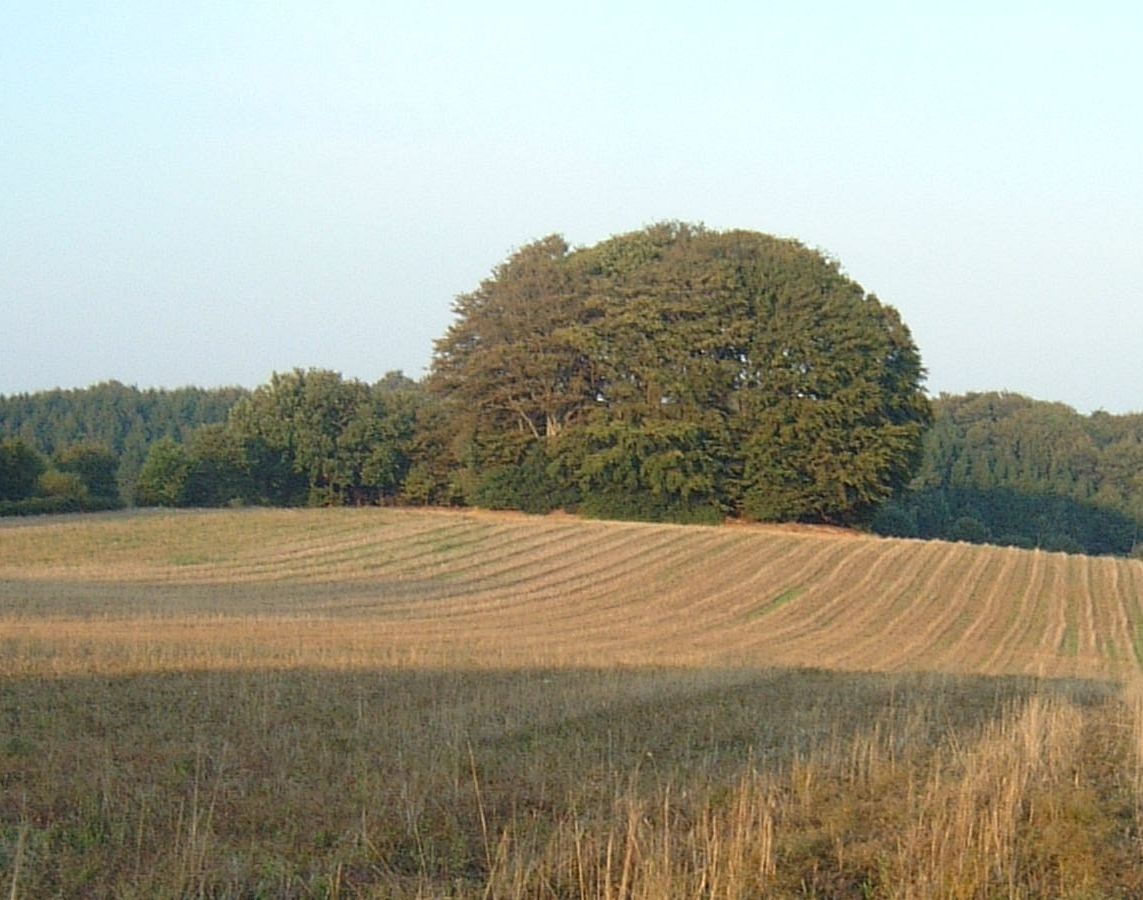
Grabhügel Kluesbarg in Aukrug-Homfeld

Das Gebiet, in dem die Gemeinde Aukrug liegt – man nennt es auch den Nortorfer Aukrug –, war schon von alters her besiedelt. Zahlreiche Funde von Werkzeugen und Waffen sowie Urnenfriedhöfe und Hünengräber geben Zeugnis davon, dass sich Menschen vor mehr als 2000 Jahren in dieser Landschaft aufgehalten haben. Ob sich die Menschengruppen der vorgeschichtlichen Zeit in der Aukruger Gegend dauerhaft niederließen oder nur auf der „Durchreise“ waren, wissen wir nicht. Viele Fragen, die diese alte Zeit betreffen, können nicht beantwortet werden, weil Funde oft nicht gemeldet oder erkannt werden.
Vor- und frühgeschichtliche Vorgänge in der Aukruger Gegend sind schwer oder gar nicht zu rekonstruieren. Wenngleich direkte Zeugnisse für eine ständige Besiedlung fehlen, so kann man aber über die Orts- und Flurnamensforschung indirekt auf eine kontinuierliche Besiedlung für die Zeit von unserer Zeitrechnung an bis etwa zum Jahr 800 schließen.
Es gibt keine Hinweise, dass die Römer diesen Teil Holsteins erreichten, auch nicht in der Zeit der größten Ausdehnung des Römischen Reiches im Jahr 117 n. Chr. unter Kaiser Trajan, als Gebiete zwischen dem jeweiligen Unterlauf von Weser und Elbe von den Römern kontrolliert wurden, wobei die sehr breite Elbe ein Hindernis gegen Norden darstellte. Auch wurde in den historischen Texten jener Zeit wiederholt darauf hingewiesen, dass die dort lebenden Stämme Holsteins „durch undurchdringliche Wälder gut geschützt“ seien.
Am Anfang der schriftlichen Überlieferung stand ein Mord, vielleicht auch nur ein „Totschlag“. Schuldig: ein gewisser Daso, dessen Wohnsitz nach allgemeiner Ansicht Innien gewesen sein soll.

### Mittelalter

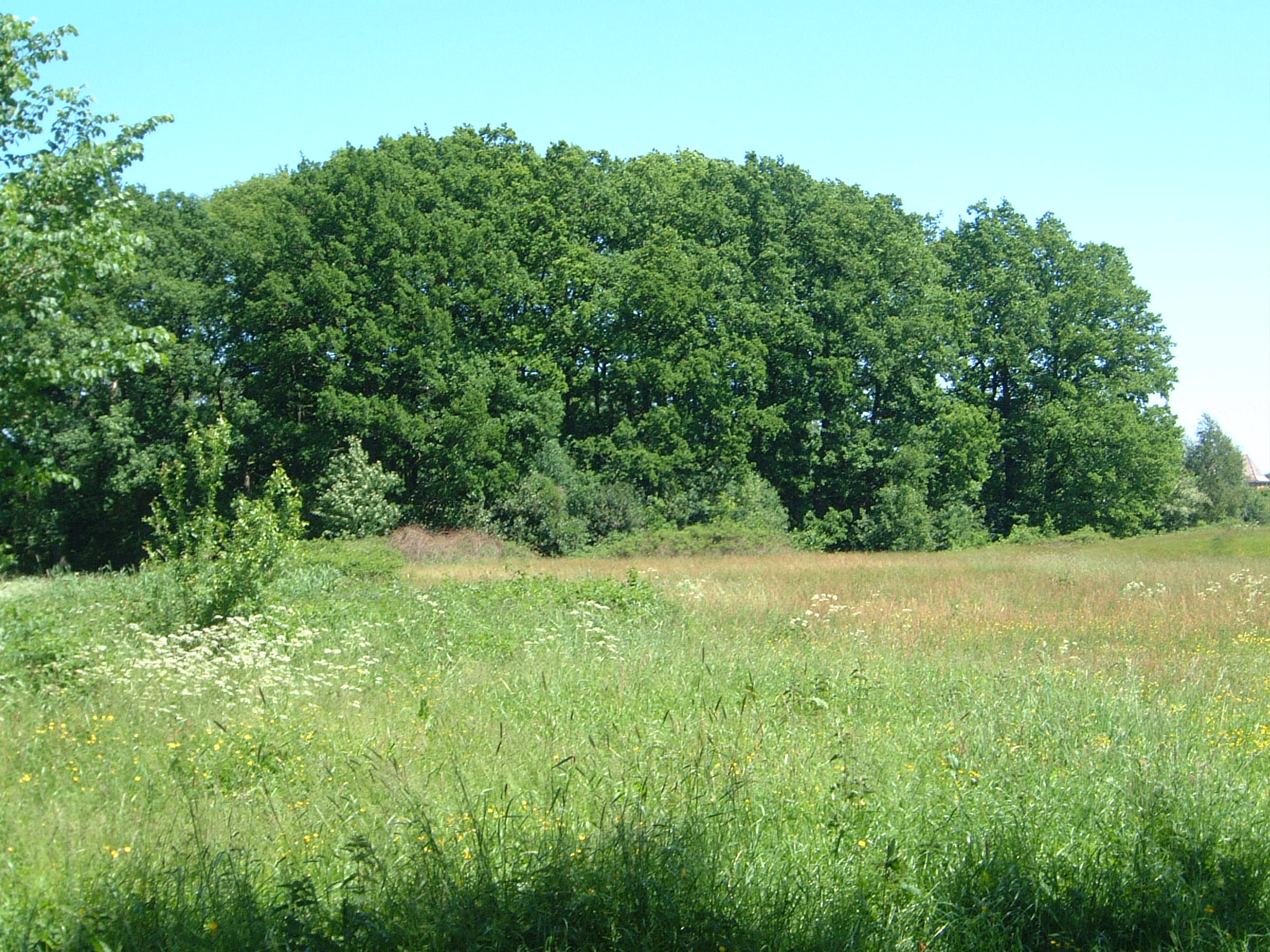
Reste der Turmhügelburg „Bori“ in Bünzen

Aus dem heute so genannten „dunklen Zeitalter“, der Zeit des Übergangs vom Altertum zum frühen Mittelalter, liegen ansonsten auch für die Gegend in Mittelholstein kaum örtliche historische Berichte vor.
Von 811 bis 1864, also für mehr als 1000 Jahre, entsprachen der Fluss Eider in seinem frühen natürlichen Verlauf (seit 1895 im östlichen Bereich größtenteils mit dem Nord-Ostsee-Kanal vereint) und, in Verlängerung, die Levensau nördlich von Kiel (zumeist im 1776–1784 gebauten Eider-Kanal aufgegangen), der Südgrenze des dänischen Staates. In diesem langen Zeitraum galt der nördlich der Eider gelegene Landesteil Schleswig stets als dänisch. Der südlich gelegene, bis zur Elbe reichende Teil Holstein, zu dem die Aukrugdörfer gehören, war jedoch durch kriegerische Ereignisse und Erbfolgen vielfacher Splitterung und häufig wechselnder Herrschaft ausgesetzt. Grundsätzlich unterscheidet man für Holstein zwischen der Deutschen Zeit 811–1460 und der Dänischen Zeit 1460–1864, danach wieder deutsch.
1280 erhielt Rendsburg das Stadtrecht, während andere Quellen von einem Stadtrecht möglicherweise bereits um 1239 sprechen. Tatsächlich wurde das Stadtrecht aber 1339 nochmals von Graf Gerhard III. bestätigt, der Rendsburg auch ausgedehnte Ländereien zusprach. Rendsburg ist auch heute noch die Kreisstadt für Aukrug.
In Bünzen am Sportplatz befindet sich die frühmittelalterliche Burg Bori. Die Anlage gehört zu den sogenannten Motten, die ab dem 12. Jahrhundert verstärkt angelegt wurden. Steht man heute vor der sogenannten Bünzer Burg, so sieht man nur noch den Erdhügel, der die Jahrhunderte in erstaunlich guter Verfassung überdauert hat. Das Erbauungsdatum der Burg ist unbekannt. Als Burgherr wird gewöhnlich eine Familie Buntzinge genannt, die im Jahr 1351 für Bünzen urkundlich belegt ist.
Die Schlacht bei Bünzen unter der Führung von Gerhard dem Großen gegen die Dithmarscher soll am 17. Juli 1317 gewesen sein. Hierüber berichtet der Chronist Presbyter Bremensis hundert Jahre später. Heutige Historiker bezweifeln jedoch die Wahrheit des Berichtes über eine Schlacht bei den Dithmarsischen Bergen.
1460 wurde im Vertrag von Ripen vereinbart, dass der dem Haus Oldenburg entstammende dänische König Christian I. „aus Gunst zu seiner Person“ zum Herzog von Schleswig und Graf von Holstein gewählt wurde. Damit waren erstmals Schleswig und Holstein miteinander, und mit Dänemark in Personalunion, verbunden. 1474 wird die vormalige Grafschaft Holstein Herzogtum.

### Neuzeit

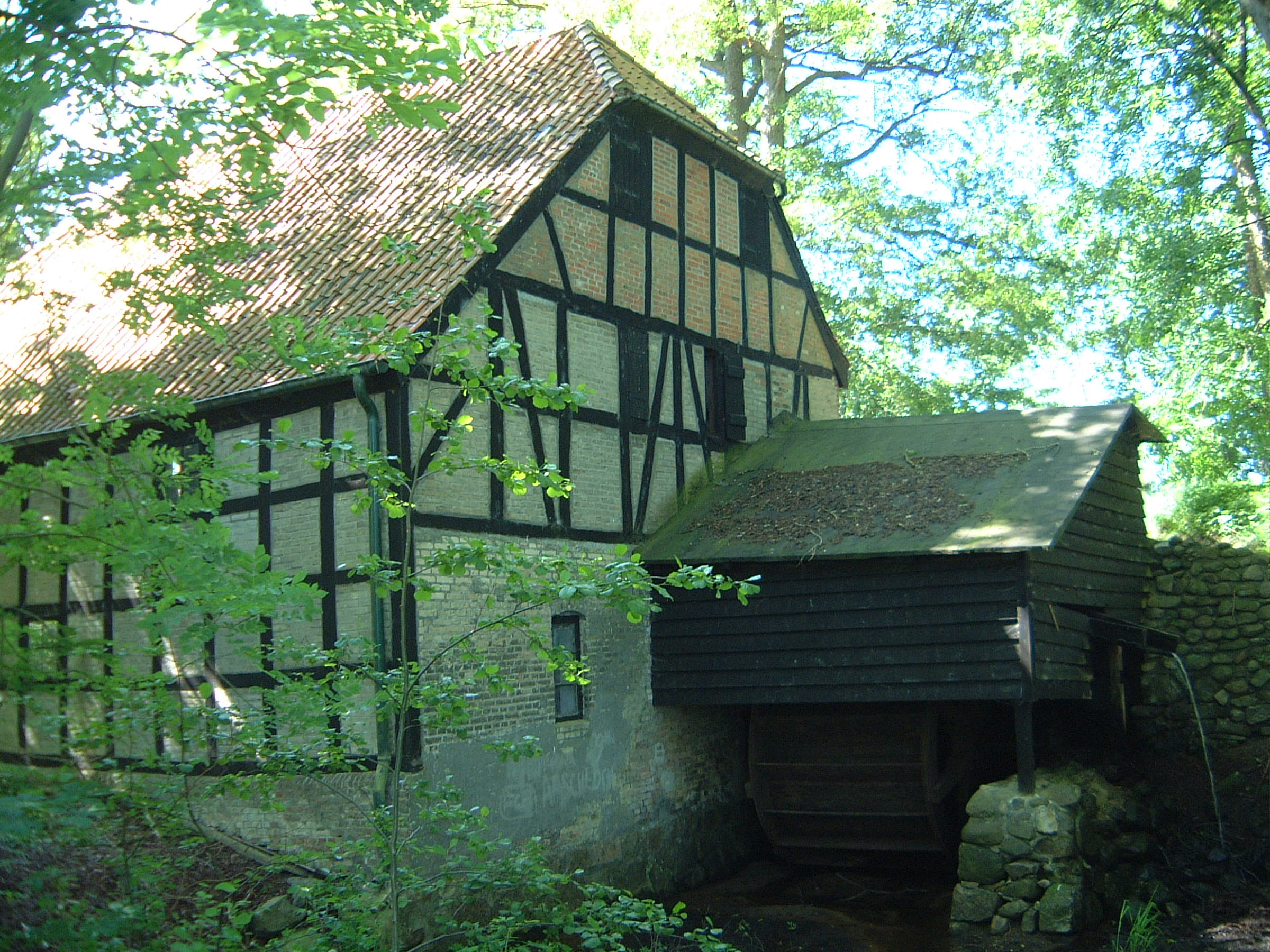
Historische Wassermühle in Bünzen

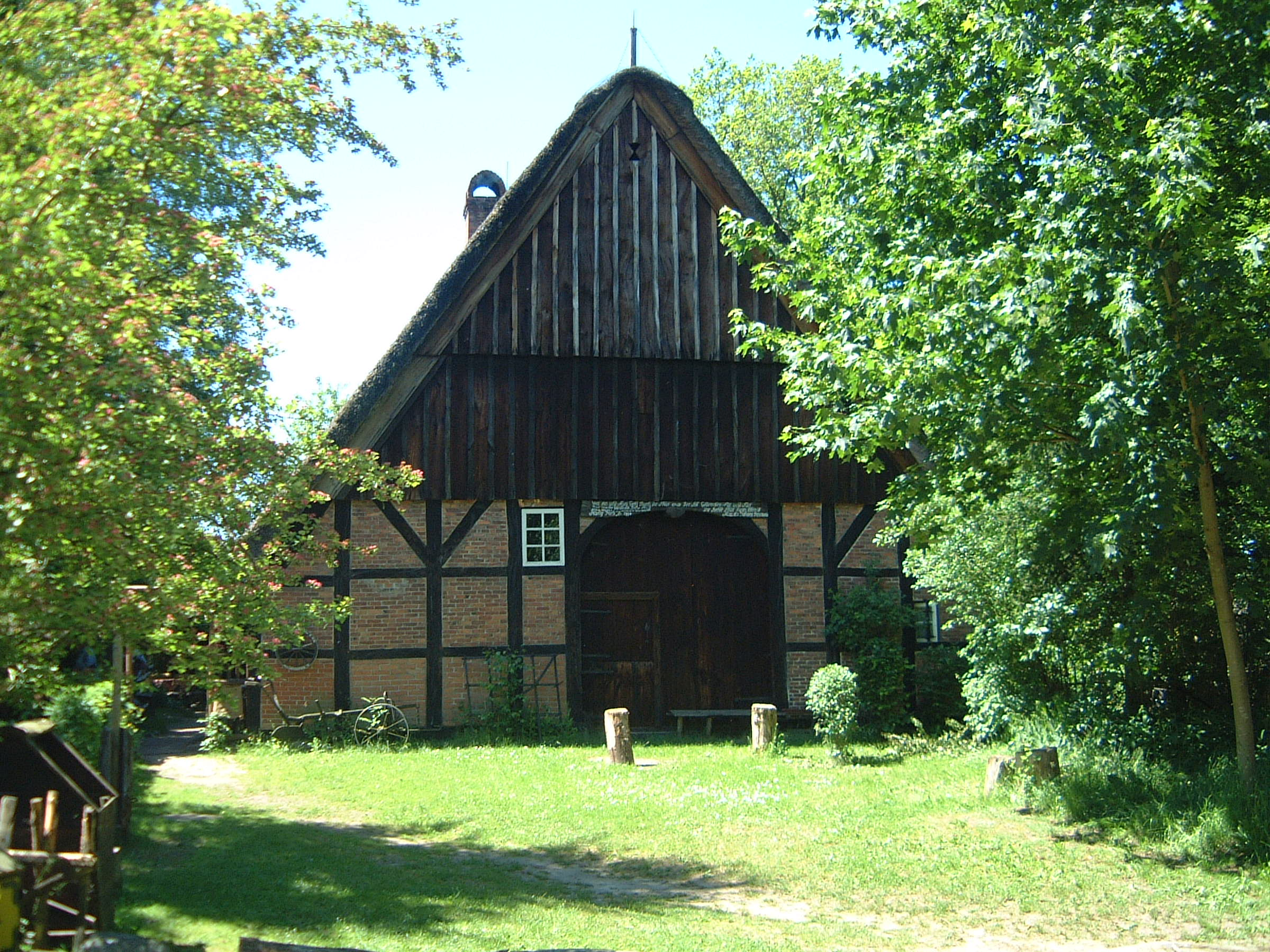
Heimatmuseum „Dat ole Hus“

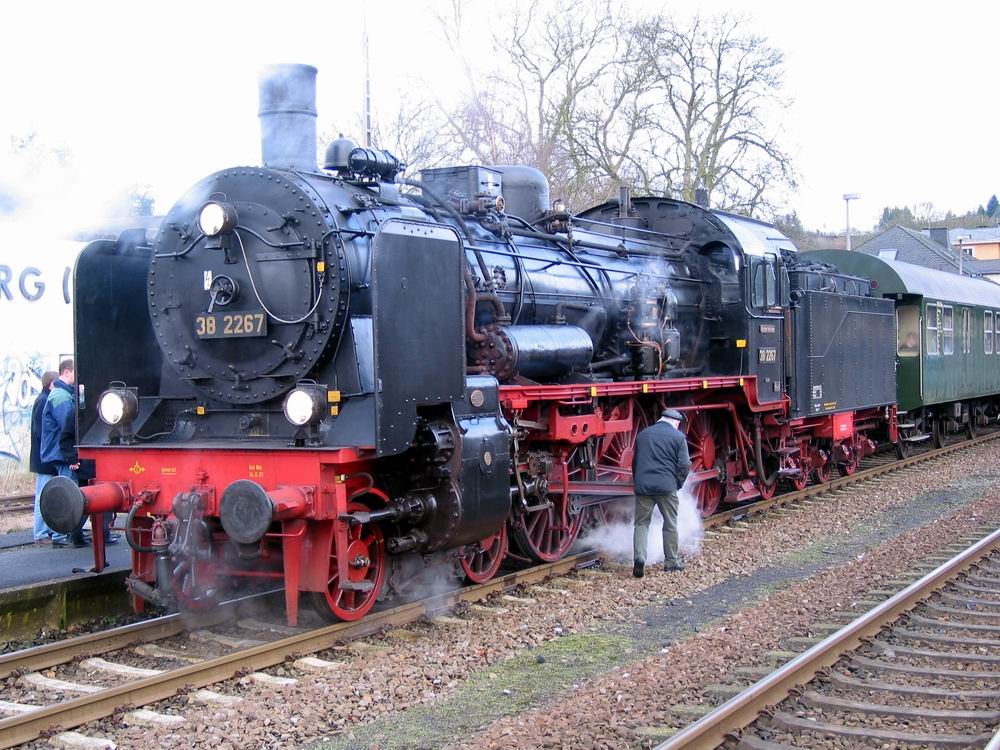
Preußische Dampflokomotive von 1918

#### 1500 bis 1699
1542 führte der dänische König Christian III. auf Basis der neuen Kirchenordnung von Johannes Bugenhagen die Reformation in Dänemark und Schleswig-Holstein ein, womit auch die Nortorfer Kirche protestantisch wurde. 1594 gilt als gesichertes Gründungsjahr der Bünzer Wassermühle. Vermutlich ist sie aber noch deutlich älter.
1626 griff Dänemark erstmals in die Kampfhandlungen des schon seit 1618 währenden
Dreißigjährigen Krieges ein. Bis dahin waren Schleswig und Holstein noch verschont geblieben, es wurde daran anschließend jedoch genau wie in allen der umliegenden Ländereien und Staaten gelitten. Beginnend mit Wallenstein in der Zeit 1627–1629, hatten die Bewohner der Aukrugdörfer unter den Pfändungen von Tieren und Vorräten sowie den langdauernden Einquartierungen der Truppen zu leiden.
Ebenfalls von 1644 bis 1645 wurde Rendsburg von schwedischen Truppen besetzt. Erst kurz zuvor, 1627 bis 1629, hatte die Stadt unter kaiserlich-deutscher Herrschaft gestanden. Ähnliches geschah in Itzehoe, das mehrfach mit Einquartierungen belegt und geplündert wurde, aber keine größeren baulichen Zerstörungen erlitt, da der Rat der Stadt bereits 1627 dem Feldherrn Wallenstein die Stadt kampflos übergeben hatte.

#### 1700 bis 1799
1713 fielen die Schweden, Sachsen und Russen in Holstein ein, und Einquartierungen, Plünderungen und hohe Kriegssteuern ließen vermutlich auch die Aukruger völlig verelenden. Erst in der ausgedehnten Friedenszeit ab 1720 traf dann eine langsame Besserung für die Bewohner der Aukrugdörfer ein. 1724 wurde die Hufe, auf der sich heute das Museum Dat ole Hus befindet, erstmals in den Amtsrechnungen aufgeführt. Der Besitz hatte das Recht zur Führung einer Schankwirtschaft und einer Brennerei. Während dieser „königlichen Zeit“ wurde in den Jahren 1779 bis 1787 in Holstein die so genannte Verkoppelung durchgeführt, in deren Rahmen vormals schlecht zu bewirtschaftende schmale Landstücke einzelner Bauern ausgetauscht und „verkoppelt“ und sodann mit Erdwällen („Knicks“) eingerahmt und begrenzt wurden. In dieser Zeit entstand die für diese Region so typische Knicklandschaft.

#### 1800 bis 1849
Am 2. August 1803 wurde der Ortsteil Bünzen durch einen Großbrand zum größten Teil zerstört, nachdem eine Bettlerin glühende Kohlen auf den Hilgen (über den Pferdeställen ist der Hilgen oder Hilden, der Raum zwischen der Höhe des Stalles und den Dielenbalken. Hier lagerte man Torf oder Spreu) in Holms Haus geworfen hatte. Verschont blieb nur die Straße Kloster nördlich der Bünzau. 1804 wurde nach dem Brand die Kate neu aufgebaut, in der sich heute das Heimatmuseum und Museumscafé Dat ole Hus befindet.
Ab 1810 kamen wieder schlechtere Zeiten für Aukrug. Der dänische König war seit 1807 mit dem große Teile Europas beherrschenden Napoleon Frankreichs verbündet, und nachdem dieser 1813 in der Völkerschlacht bei Leipzig besiegt worden war, drangen Truppen der siegreichen Schweden und Russen in die zum dänischen Gesamtstaat gehörigen Herzogtümer Schleswig und Holstein ein. Auch die Kirchspiele Nortorf und Hohenwestedt wurden 1813–14 von Kosaken heimgesucht, die u. a. die Nortorfer Kirche als Kriegsgefangenenlager benutzten. Den nachfolgenden Staatsbankrott Dänemarks bekam auch Schleswig-Holstein zu spüren, und erst ab etwa 1830 trat wieder eine wirtschaftliche Besserung für den Aukrug ein. Als sich 1831 die Cholera im Land verbreitete, wurden in vielen Orten Cholerafriedhöfe angelegt. Der für Innien befand sich im Waldstück Filo an der heutigen Gemeindegrenze zu Mörel. Er wurde nie benutzt, da die Krankheit im Aukrug nicht ausbrach.
1835 erhielt Hans Rathjen in Böken eine Konzession für eine Ziegelei auf dem Rüm, die im ersten Jahr 50.000 Mauerziegel und 10.000 Bleichsteine produzierte. 1839 stellte sie mit vier Arbeitern 150.000 Steine her. Sie existierte bis 1864.
Um 1830 hielt der nationale Gedanke Einzug in Schleswig-Holstein, und 1848 erhoben sich die Schleswig-Holsteiner gegen die Herrschaft des dänischen Königs, mit der sie nahezu 400 Jahre zufrieden gewesen waren. Die Erhebung endete 1850 mit der Niederlage in der Schlacht bei Idstedt. Die Herzogtümer verblieben noch bis 1864 im dänischen Staatsverband.
1848 kam es zur Schleswig-Holsteinische Erhebung. Grund war die Schleswig-Holstein-Frage zur nationalen Zugehörigkeit des Herzogtums Schleswig. Die deutschen Schleswig-Holsteiner beriefen sich auf den Vertrag von Ripen und die Verbindung Schleswigs mit Holstein, während sich die dänischen Nationalliberalen auf die Verbindung Schleswigs mit Dänemark und auf die Eidergrenze beriefen. Es kämpften Bundestruppen unter preußischem Kommando gegen die dänischen Truppen.

#### 1850 bis 1899

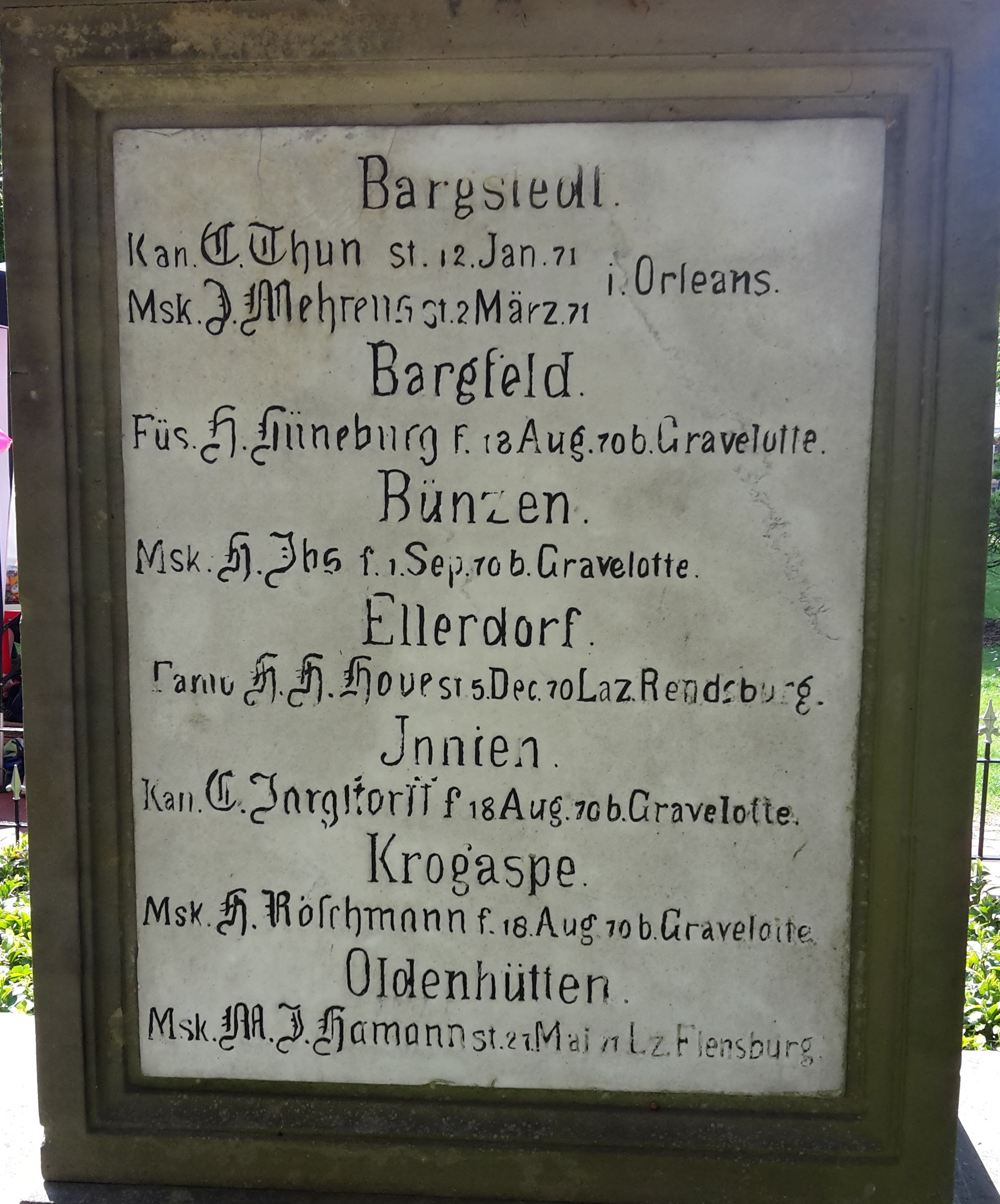
Gedenkstein an der Kirche in Nortorf

Am 2. Juli 1850 wurde schließlich der Frieden von Berlin zwischen dem Deutschen Bund und Dänemark geschlossen. Im Erhebungskampf starb ein Soldat aus den Aukrug-Dörfern, Joachim Muxfeldt aus Innien, am 4. Oktober 1850 in Friedrichstadt.
1864 war ein entscheidendes Jahr für Aukrug, als vom 1. Februar bis 30. Oktober der Deutsch-Dänische Krieg stattfand. Es war die militärische Auseinandersetzung um Schleswig-Holstein, vor allem aber um das Herzogtum Schleswig, zwischen dem Deutschen Bund, u. a. mit Preußen und Österreich, auf der einen Seite und dem Königreich Dänemark auf der anderen. Die bekanntesten Ereignisse waren die Aufgabe des Danewerks seitens der Dänen, welches über eine Zeit von mehr als 500 Jahren errichtet worden war und Dänemark über mehr als 1300 Jahre vor Angriffen aus dem Süden beschützt hatte, zudem die Seeschlacht von Helgoland, in dem die Dänen die Oberhand hatten. Ein weiteres herausragendes Ereignis des Krieges war die Erstürmung der Düppeler Schanzen am 18. April 1864. Der Krieg, aus dem die Deutschen siegreich hervorgingen, gilt auch als der erste der drei Einigungskriege. Im Deutsch-Französischen Krieg 1870/71 starben vier Kriegsteilnehmer aus Aukrug. Ihre Namen stehen auf dem Gedenkstein an der Nortorfer St.-Martin-Kirche.
1881 wurde in Innien eine Postagentur eröffnet. 1876 erhielt die Westholsteinische Eisenbahn-Gesellschaft die Konzession, eine eingleisige, 63 km lange Strecke von Neumünster nach Heide zu bauen. Am 22. August 1877 wurde die „Westbahn“ auf einem ersten Teilstück in Betrieb genommen, und Aukrug erhielt einen eigenen Bahnhof entlang der Linie, der auch heute noch besteht und regelmäßig bedient wird. Am 1. Juli 1890 wurde die Bahn verstaatlicht und ging in der Preußischen Staatsbahn auf. Ab Dezember 1892 konnte die Strecke nach Heide weitergeführt werden, da die Grünentaler Hochbrücke über den im Bau befindlichen Nord-Ostsee-Kanal fertiggestellt war. Schon im November 1883 war eine Verlängerung durch eine Zweigstrecke von Heide nach Büsum in Betrieb genommen worden. Dampflokomotiven wurden auf der Strecke noch bis in die frühen 1960er Jahre eingesetzt.

#### 1900 bis 1913

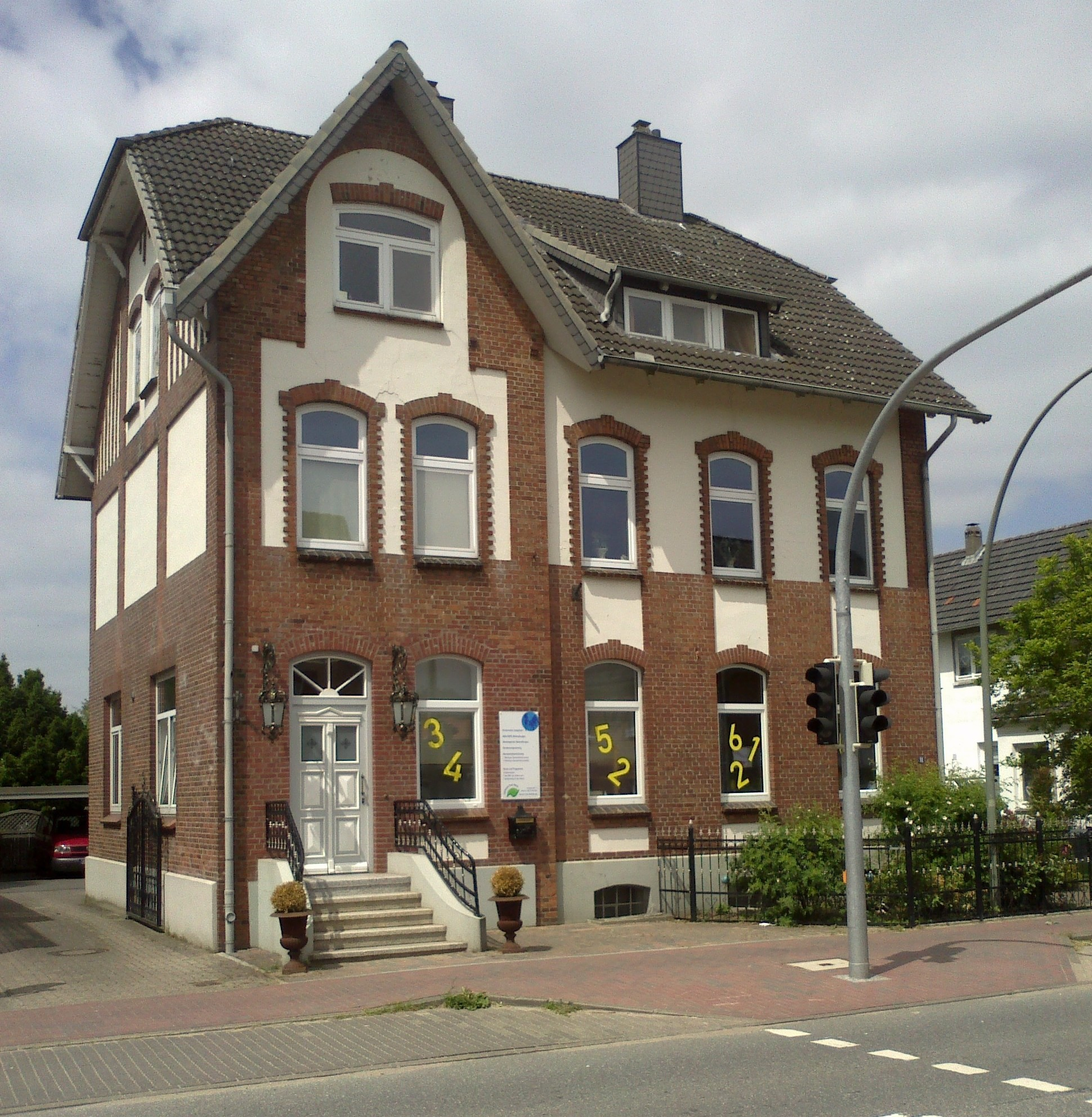
Die ehemalige Kaiserliche Post in Aukrug-Innien. Erbaut 1908, war hier das Postamt bis 1998 untergebracht.

Das Elektrizitätswerk in Innien wurde 1908 gebaut und versorgte die Aukrugdörfer mit Gleichstrom. Im gleichen Jahr wurde auch das Postgebäude errichtet und die Agentur in ein selbständiges Postamt umgewandelt. Zur Entwicklung des Postwesens in Aukrug siehe: Postgeschichte von Aukrug.

#### 1914 bis 1938
Im Ersten Weltkrieg (1914–1918) verloren 45 Soldaten aus Aukrug ihr Leben.

#### 1939 bis 1949
Im Zweiten Weltkrieg (1939–1945) fielen 181 Soldaten aus Aukrug. Zur Erinnerung setzte man am Ehrenmal an der Kirche für jedes Dorf einen Stein mit der Zahl der Gefallenen und Vermissten und einen für die gefallenen Angehörigen der Vertriebenen.
In den ersten Jahren nach dem Zweiten Weltkrieg, im Zuge des gewaltigen Zustromes von Flüchtlingen und Heimatvertriebenen aus dem Osten, nahmen auch die Aukrugdörfer eine große Zahl dieser Menschen auf, teils wegen behördlicher Einweisungen, zumeist aber auf freiwilliger Basis, wodurch sich die Einwohnerzahl des Ortes von 1.758 Personen (1939) auf 3.679 (1946) verdoppelte. Schleswig-Holstein hatte mit 33 % der Wohnbevölkerung den höchsten Flüchtlingsanteil aller drei westlichen Besatzungszonen.

#### 1950 bis 1969
In den fünf Aukrugdörfern wurde vom 27. Juli 1963 bis zum 21. Dezember 1964 die Flurbereinigung auf einer Fläche von rund 4650 Hektar eingeleitet. Der Ausbau der Wirtschaftswege und Vorfluter sowie die neue Besitzzuordnung erfolgte in den Jahren 1964 bis 1971. Die durchschnittliche Bewirtschaftungseinheit wurde durch die Flurbereinigung von vier auf sechs Hektar erhöht. Fünf landwirtschaftliche Betriebe wurden im Rahmen der Dorferneuerung ausgesiedelt. Die Gesamtkosten der Maßnahmen betrugen 7,5 Millionen Deutsche Mark.
In den 1960er Jahren gab es erste Überlegungen, die fünf Gemeinden des damaligen Amtes Innien zu einer Gemeinde mit einer Verwaltung zusammenzulegen. Wesentlich vorangebracht hat diese Idee der frühere Kreis- und Landtagsabgeordnete Heinz-Wilhelm Fölster aus Aukrug-Bargfeld. Die Bezeichnung „Aukrug“ die durch Georg Reimers Dorfchronik Die Geschichte des Aukrugs bekannt geworden war, war bereits bei gemeinsamen Projekten der fünf Dörfer mehr und mehr in Gebrauch genommen worden und wurde nun von den Wortführern des Zusammenschlusses verwendet. Durch die vom Land Schleswig-Holstein vorgesehene Ämterneuordnung kam 1968 Bewegung in den Prozess der Dörferzusammenlegung. Am 22. April 1968 beantragte die Gemeindevertretung Innien die Unterstützung des Kreises und des Innenministeriums für den Zusammenschluss der Aukrugdörfer zu einer amtsfreien Gemeinde. Für die praktischen Fragen der Zusammenlegung wurde ein Arbeitsausschuss gebildet, der
aus den damaligen Bürgermeistern, ihren Stellvertretern sowie zwei weiteren Gemeindevertretern aus Innien bestand. Am 8. Mai 1968 erstellte man im Rahmen einer Sitzung des Amtsausschusses einen Vertragsentwurf, der die Bedingungen der Zusammenlegung regelte und der später unverändert zur Grundlage des Vereinigungsvertrages wurde.
Am 2. Juli 1968 wurde, der Vertrag zur Gründung der Gemeinde Aukrug von den bevollmächtigten Gemeindevertretern und der Landesregierung unterschrieben, der dann am 31. Dezember 1969 in Kraft trat. Die neue Gemeinde sollte eigentlich amtsfrei werden, hatte dafür aber zu wenig Einwohner. Daher bildete die Gemeinde Aukrug mit den Gemeinden des damaligen Amtes Wasbek zum 1. Juni 1970 das Amt Aukrug.

#### 1970 bis 1999
Die Schneekatastrophe 1978/1979, als ganz Schleswig-Holstein stark betroffen wurde und der gesamte Verkehr tage- und wochenlang zum Erliegen kam, lief für Aukrug, trotz des Katastrophenalarms ab 13. Februar 1979, einigermaßen glimpflich ab.

#### 21. Jahrhundert
Seit dem 1. Januar 2012 gehört die Gemeinde zum Amt Mittelholstein, das aus den Gemeinden der bisherigen Ämter Aukrug, Hanerau-Hademarschen und Hohenwestedt-Land sowie der Gemeinde Hohenwestedt gebildet wurde. Im Juni 2018 feierte die Kirchengemeinde Aukrug ihr 125-jähriges Bestehen.